# Völkerrechtssubjekt
Ein Völkerrechtssubjekt ist ein Rechtssubjekt im Völkerrecht, also ein Träger völkerrechtlicher Rechte und Pflichten, dessen Verhalten unmittelbar durch das Völkerrecht geregelt wird.

## Definition
Subjekte des Völkerrechts sind Träger völkerrechtlicher Rechte und Pflichten. Die Völkerrechtsubjektivität basiert auf der Rechtsfähigkeit und Handlungsfähigkeit. Je nachdem, ob das Völkerrechtssubjekt Träger aller oder nur bestimmter Rechte und Pflichten ist, wird zwischen unbeschränkter (originärer) und beschränkter (partieller) Völkerrechtssubjektivität unterschieden. Unbeschränkte Völkerrechtssubjekte sind Staaten, da nur sie ohne gesonderte Ermächtigung völkerrechtliche Verträge abschließen können.
Die Handlungsfähigkeit basiert auf der Rechtsfähigkeit, über die sie nicht hinausgehen kann. Wenn partielle Völkerrechtssubjekte ihre Kompetenzen und damit ihre Rechtsfähigkeit überschreiten, sind diese Handlungen völkerrechtlich wirkungslos. Umgekehrt gilt dieser Zusammenhang nicht: Nur weil ein Staat seine Handlungsfähigkeit verliert, ist damit nicht automatisch die Rechtsfähigkeit verloren. Ein solcher Fall tritt bei einer vollständigen Okkupation eines Staates ein.

## Originäre und derivative Völkerrechtssubjekte
Weitgehend unstrittig sind folgende Völkerrechtssubjekte anerkannt:
- Originäre (geborene) Völkerrechtssubjekte. Ihnen haftet ihre Völkerrechtsfähigkeit aus sich selbst heraus an. Zu differenzieren sind dabei
  - originäre staatliche Völkerrechtssubjekte:
    - Staaten (im völkerrechtlichen Sinne)

  - originäre nichtstaatliche Völkerrechtssubjekte:
    - Internationales Komitee vom Roten Kreuz
    - Heiliger Stuhl
    - Souveräner Malteser-Ritterorden
- Derivative (gekorene) Völkerrechtssubjekte. Sie leiten ihre Völkerrechtsfähigkeit aus der Rechtsfähigkeit ihrer Gründungssubjekte ab. Es handelt sich hierbei insbesondere um die Internationalen Organisationen wie die Vereinten Nationen. Auch die Europäische Union besitzt seit Inkrafttreten des Vertrags von Lissabon eine eigene Rechtspersönlichkeit. Die Völkerrechtspersönlichkeit internationaler Organisationen gilt nur gegenüber ihren Mitgliedern und solchen Nicht-Mitgliedern, die diese ausdrücklich anerkannt haben.

Des Weiteren können Bundesstaaten ihren jeweiligen Gliedstaaten – bei denen es sich zwar in staatsrechtlicher, aber nicht in völkerrechtlicher Hinsicht um originäre Rechtssubjekte handelt – die Befugnis verleihen, in begrenztem Umfang am Völkerrechtsverkehr teilzunehmen.
Völker selbst sind keine Völkerrechtssubjekte.

## Völkerrechtliche Identität
Sinn und Zweck einer Feststellung völkerrechtlicher Identität und zugleich der bestimmende Inhalt dieses Begriffs ist, dass die völkerrechtlichen Rechte und Pflichten des Rechtssubjekts in vollem Umfang erhalten bleiben. Die Identitätsfrage beim Auseinanderfallen eines Staates stellt sich wie folgt:

„Beim Zerfall eines Staates in mehrere Teilgebilde stellt sich jeweils die Frage, ob eines dieser Teilgebilde mit dem zusammengebrochenen Gesamtstaat identisch ist und damit dessen Völkerrechtspersönlichkeit fortsetzt oder ob es sich stattdessen bei allen diesen nunmehr unabhängigen Teilgebieten um neue Staaten handelt. Die Entscheidung dieser Frage, die zugleich mit darüber befindet, ob es sich bei dem Sukzessionsfall um eine bloße Separation/Sezession oder um eine vollständige Dismembration handelt, ist […] von enormer praktischer Bedeutung. Denn nur im Verhältnis zu dem subjektsidentischen Staat erscheint die Fortsetzung vertraglicher und anderer Rechtsverhältnisse – wenn auch geographisch beschränkt auf dessen geschrumpftes Gebiet – unproblematisch.“

## Partielle Völkerrechtssubjekte
De-facto-Regime können als partielle Völkerrechtssubjekte anerkannt werden, ähnlich wie eine Internationale Organisation. „Partiell“ bedeutet, dass ein De-facto-Regime nicht in vollem Umfang an den Rechten und Pflichten des Völkerrechts teilhat. Das Recht auf Verteidigung wird allerdings eingeschlossen, auch die Verantwortlichkeit für eventuelle Völkerrechtsbrüche. Ein De-facto-Regime, das die vollen völkerrechtlichen Merkmale eines Staates erfüllt, wird dadurch zum Völkerrechtssubjekt im umfassenden Sinn.

## Gleichberechtigung im Völkerrecht
Das Völkerrecht kennt nur gleichberechtigte Subjekte, unabhängig von ihrer Größe oder der Anzahl der durch sie mediatisierten Personen. Es gibt keine übergeordnete völkerrechtliche Autorität. San Marino und die Vereinigten Staaten von Amerika zum Beispiel stehen sich also als gleichberechtigte Subjekte gegenüber. Formal kommt diese Gleichrangigkeit bei der äußeren Gestaltung bilateraler völkerrechtlicher Verträge in der alternierenden Nennung der vertragsschließenden Parteien zum Ausdruck (Alternat). Die Gleichberechtigung der Staaten findet, insbesondere innerhalb der UN, ihren Ausdruck im Grundsatz der souveränen Gleichheit ihrer Mitglieder (Art. 2 I UN-Charta) und ihrer Stimmgleichheit in der Generalversammlung der Vereinten Nationen (Art. 18 I UN-Charta). Der Grundsatz der Gleichberechtigung kann dabei auf die Neuordnung Europas in souveräne, gleichberechtigte Territorialstaaten im Rahmen des Westfälischen Friedens zurückgeführt werden und entspricht dem Rechtsgrundsatz im Völkerrecht par in parem non habet imperium. De facto wird die Gleichberechtigung aber durch politische und ökonomische Machtunterschiede relativiert. Auch mit Blick auf den Sicherheitsrat können die fünf Vetomächte als privilegiert angesehen werden (Art. 27 III UN-Charta).
Prinzipiell handelt es sich bei den Völkerrechtssubjekten nicht um natürliche Personen, sondern um korporative Erscheinungen. Einzige Ausnahme hiervon ist der Heilige Stuhl, der nach kanonischem Recht mit der Person des Papstes gleichzusetzen ist. Die besondere Stellung des Heiligen Stuhls in der Völkerrechtslehre ist ein Relikt aus Zeiten, in denen sich in der Person des Souveräns die Rechtspersönlichkeit des Staates manifestierte. Völkerrechtlich ist der Heilige Stuhl vom Staat der Vatikanstadt zu unterscheiden. Der Vatikan ist als Staat ein originäres Völkerrechtssubjekt und bedarf deshalb keines Rückgriffs auf historisch begründete Privilegien. An der Spitze des Staates der Vatikanstadt steht indes wiederum der Papst. Es steht ihm frei, zu entscheiden, ob er sich als Heiliger Stuhl oder als Vertreter des Staates der Vatikanstadt am Völkerrechtsverkehr beteiligt; ausschlaggebend ist die jeweilige konkrete Sachmaterie.
Von der überkommenen Völkerrechtslehre nicht als Völkerrechtssubjekte anerkannt sind natürliche Personen (abgesehen vom Heiligen Stuhl). Zwar werden ihnen durch internationale Verträge Rechte und Pflichten zugewiesen (z. B. durch die Europäische Menschenrechtskonvention), doch ist dies nicht ausreichend, ihnen eine den anerkannten Völkerrechtssubjekten gleichrangige Stellung einzuräumen. Allerdings sind Ansätze erkennbar, die eine Veränderung dieser Rechtslage bedeuten könnten. So hat der Internationale Gerichtshof (IGH) in seinem LaGrand-Urteil vom 27. Juni 2001 Individuen ausdrücklich eine partielle Völkerrechtssubjektivität zugebilligt.